# Ulica Piwna w Krakowie
Ulica Piwna – ulica w Krakowie, w dzielnicy XIII Podgórze, w Podgórzu.
Łączy ulicę Józefińską z ulicą Solną, ul. Targową i placem Bohaterów Getta. Jest jednojezdniowa.

## Historia
W czasach średniowiecza w miejscu dzisiejszej ulicy znajdował się szlak biegnący od mostu na Wiśle w kierunku Zabłocia. Ulica w tym miejscu powstała w drugiej połowie XIX wieku i początkowo nosiła odpowiadającą jej ówczesnemu wyglądowi nazwę ulicy Wąskiej. 
W 1917 została przemianowana została na ulicę Wita Stwosza, a w 1952 roku Rada Miasta Krakowa nadała jej nazwę ulicy Piwnej.

## Zabudowa
Po południowej stronie ulicy:
- ul. Piwna 7a – kamienica, 1939.
- ul. Piwna 11 – kamienica. Projektował Maurycy Tlachna, 1907.
- ul. Piwna 27 (pl. Bohaterów Getta 6) – kamienica, 1910.

Opracowano na podstawie źródła: Gminnej ewidencji zabytków – Kraków.

## Galeria

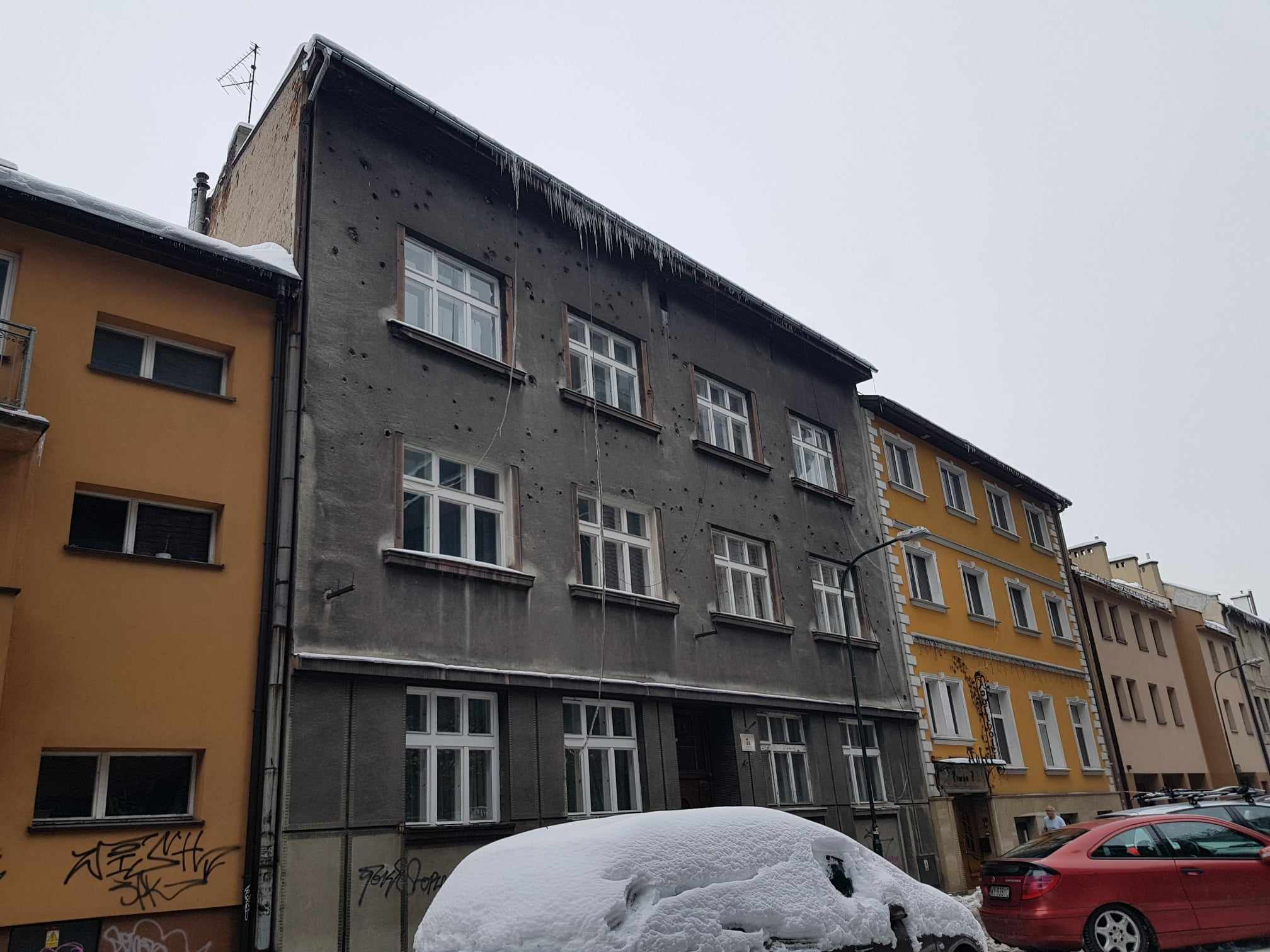
ul. Piwna 7a Kamienica (ok. 1939)
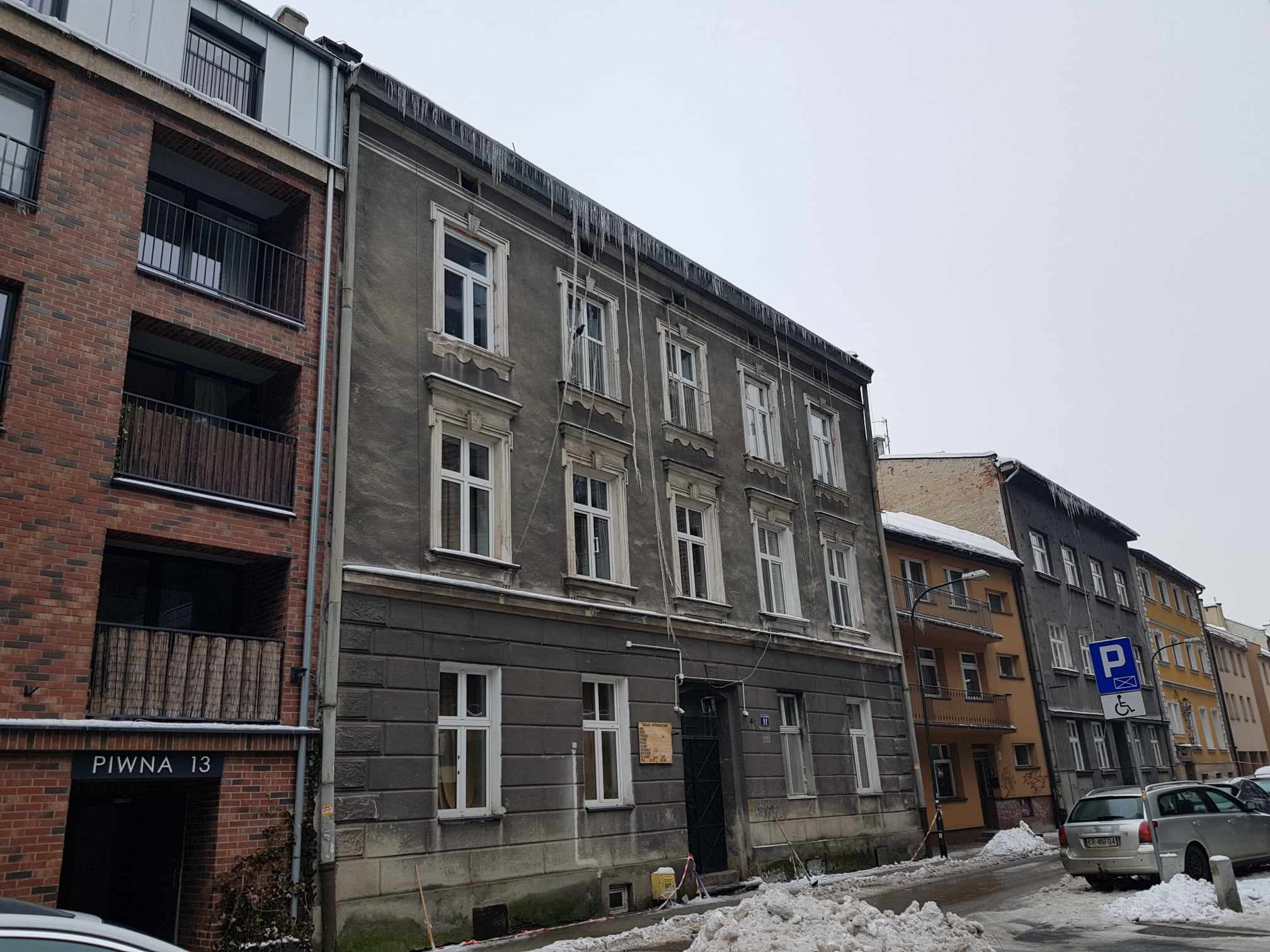
ul. Piwna 11 Kamienica (proj. Maurycy Tlachna, 1907)
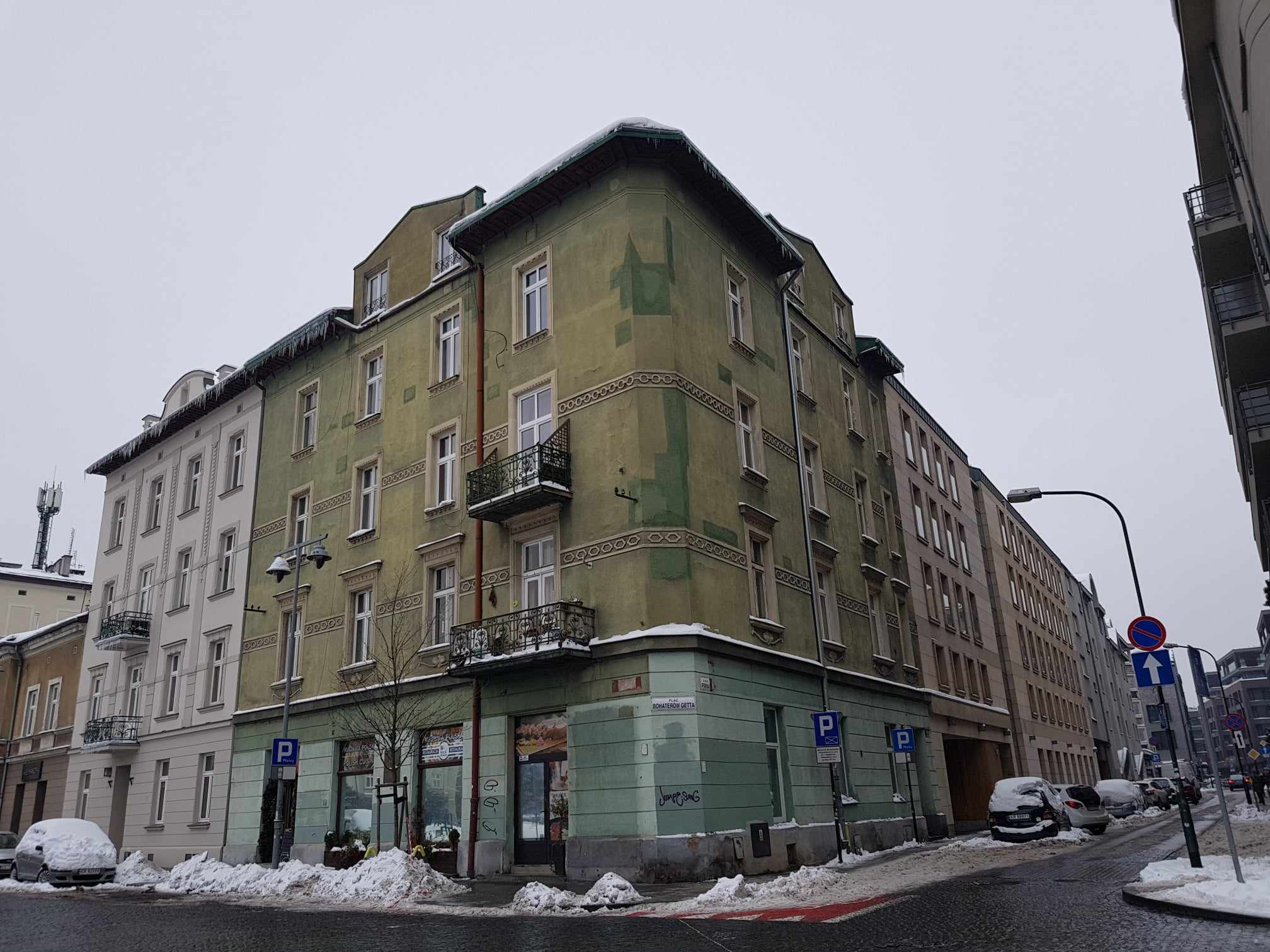
ul. Piwna 17 (ok. 1910)
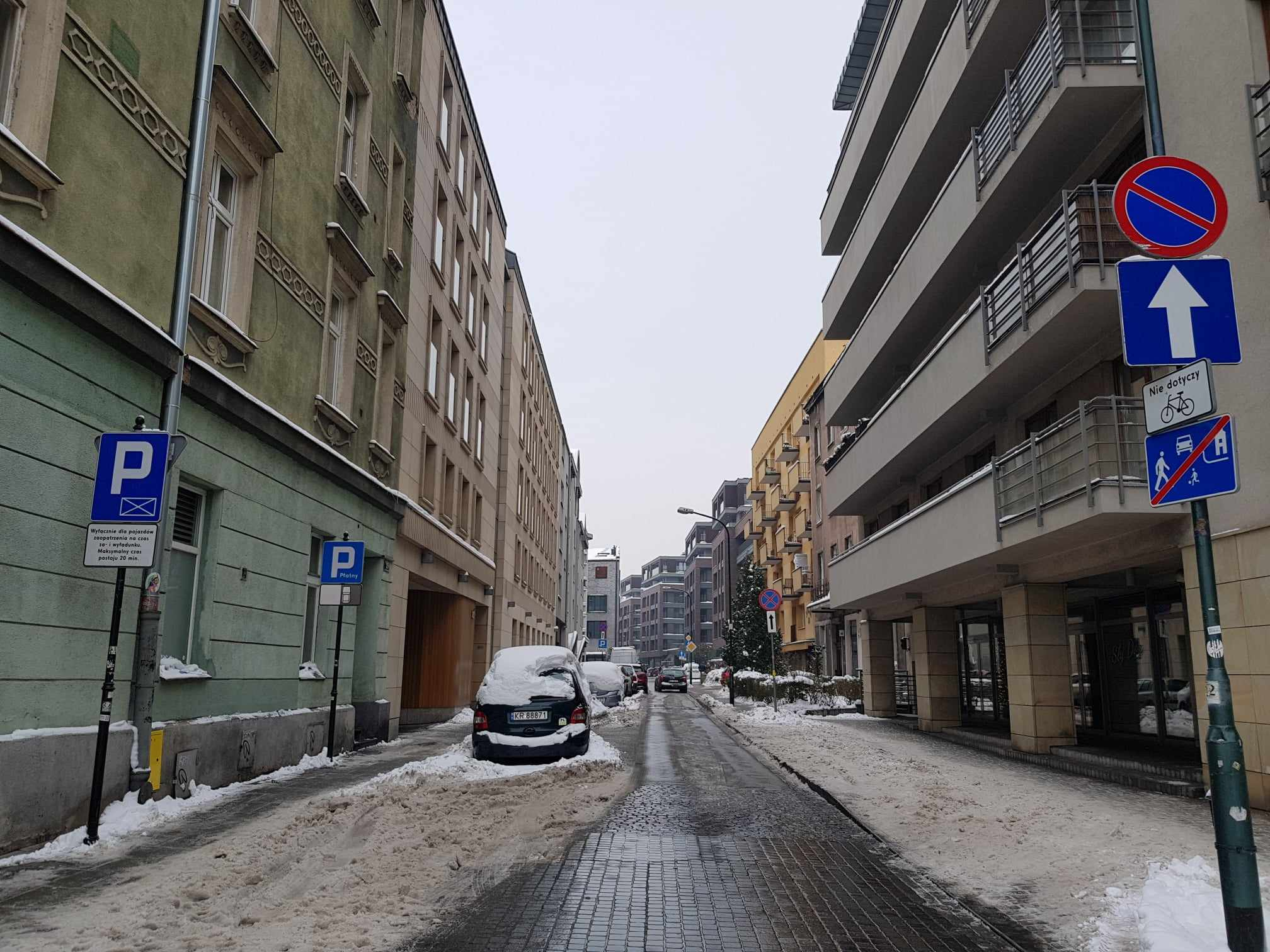
Widok na zachód